# Campionati mondiali di karate 2008
La 19ª edizione del campionato mondiale di karate si è svolta a Tōkyō dal 13 al 16 novembre 2008.

## Medagliere
| Nazione     | O | A | B |
| ----------- | - | - | - |
| Giappone    | 4 | 1 | 4 |
| Francia     | 2 | 2 | 3 |
| Italia      | 2 | 1 | 4 |
| Azerbaigian | 2 | 0 | 0 |
| Russia      | 1 | 1 | 2 |
| Turchia     | 1 | 1 | 2 |
| Germania    | 1 | 1 | 1 |
| Stati Uniti | 1 | 1 | 0 |
| Croazia     | 1 | 0 | 1 |
| Cile        | 1 | 0 | 0 |
| Vietnam     | 1 | 0 | 0 |
| Spagna      | 0 | 2 | 3 |
| Egitto      | 0 | 1 | 4 |
| Serbia      | 0 | 1 | 2 |
| Canada      | 0 | 1 | 1 |
| Kazakistan  | 0 | 1 | 1 |
| Grecia      | 0 | 1 | 0 |
| Ungheria    | 0 | 1 | 0 |
| Venezuela   | 0 | 1 | 0 |
| Brasile     | 0 | 0 | 1 |
| Georgia     | 0 | 0 | 1 |
| Iran        | 0 | 0 | 1 |
| Perù        | 0 | 0 | 1 |
| Scozia      | 0 | 0 | 1 |
| Slovacchia  | 0 | 0 | 1 |

## Podi

### Kata
| Posizione | Karateka          |
| --------- | ----------------- |
| 1         | Luca Valdesi      |
| 2         | Antonio José Díaz |
| 3         | Vu Duck Minh Dack |
| 3         | Mustafa Ibrahim   |

| Posizione | Karateka           |
| --------- | ------------------ |
| 1         | Hoang Ngan Nguyen  |
| 2         | Sara Battaglia     |
| 3         | Marija Madžarević  |
| 3         | Kasuga Wakabayashi |

| Posizione | Nazione                            |
| --------- | ---------------------------------- |
| 1         | Francia                            |
| 2         | Giappone                           |
| 3         | Perù                               |
| 3         | Italia Maurino, Valdesi e Figuccio |

| Posizione | Nazione                             |
| --------- | ----------------------------------- |
| 1         | Giappone                            |
| 2         | Francia                             |
| 3         | Italia Bottaro, Battaglia e Piccolo |
| 3         | Spagna                              |

### Kumite
| Posizione | Karateka          |
| --------- | ----------------- |
| 1         | Danil Domdjoni    |
| 2         | Darkhan Assadilov |
| 3         | Douglas Brose     |
| 3         | Hossein Rouhani   |

| Posizione | Karateka      |
| --------- | ------------- |
| 1         | George Kotaka |
| 2         | Ádám Kovács   |
| 3         | Takuro Nihei  |
| 3         | William Rollé |

| Posizione | Karateka       |
| --------- | -------------- |
| 1         | Rafael Aǧhayev |
| 2         | Ibrahim Moussa |
| 3         | Saeed Baghbani |
| 3         | Shinji Nagaki  |

| Posizione | Karateka       |
| --------- | -------------- |
| 1         | D. Dubo        |
| 2         | Maslum Basturk |
| 3         | Ko Matsuhisa   |
| 3         | M. Mohamed     |

| Posizione | Karateka               |
| --------- | ---------------------- |
| 1         | Satoshi Ibuchi         |
| 2         | Islamutdin Eldarouchev |
| 3         | H. Keshta              |
| 3         | Alibek Prenov          |

| Posizione | Karateka           |
| --------- | ------------------ |
| 1         | Stefano Maniscalco |
| 2         | Ibrahim Gary       |
| 3         | Jonathan Horne     |
| 3         | Calum Robb         |

| Posizione | Karateka                 |
| --------- | ------------------------ |
| 1         | Rafael Aǧhayev           |
| 2         | Spyridon Margaritopoulos |
| 3         | Gogita Arkanin           |
| 3         | Stefano Maniscalco       |

| Posizione | Karateka         |
| --------- | ---------------- |
| 1         | Natsuki Fujiwara |
| 2         | Kora Knühmann    |
| 3         | Gülderen Celik   |
| 3         | Elana Ponomareva |

| Posizione | Karateka        |
| --------- | --------------- |
| 1         | Maria Sobol     |
| 2         | Nassim Varasteh |
| 3         | Vildan Dogan    |
| 3         | Katarina Strika |

| Posizione | Karateka               |
| --------- | ---------------------- |
| 1         | Tiffany Fanjat         |
| 2         | Elisa Au Fonseca       |
| 3         | Cristina Feo Gomez     |
| 3         | Eugenia Podborodnikova |

| Posizione | Karateka                  |
| --------- | ------------------------- |
| 1         | Y. Sato                   |
| 2         | Gloria Casanova Rodriguez |
| 3         | Ema Aničić                |
| 3         | Eva Medveďová Tulejová    |

| Posizione | Nazione |
| --------- | ------- |
| 1         | Turchia |
| 2         | Serbia  |
| 3         | Spagna  |
| 3         | Egitto  |

| Posizione | Nazione                                   |
| --------- | ----------------------------------------- |
| 1         | Germania                                  |
| 2         | Spagna                                    |
| 3         | Italia Minet, Pasqua, Vitelli e Guglielmi |
| 3         | Francia                                   |